# SMS Kaiser (1911)
SMS Kaiser (hoàng đế) là chiếc dẫn đầu của lớp thiết giáp hạm dreadnought mang tên nó được Hải quân Đế quốc Đức chế tạo trước Chiến tranh Thế giới thứ nhất. Kaiser được đóng tại Kaiserliche Werft Kiel (Xưởng tàu Đế chế tại Kiel), được hạ thủy vào ngày 22 tháng 3 năm 1911 và đưa ra hoạt động vào ngày 1 tháng 8 năm 1912. Con tàu được trang bị mười khẩu pháo 30,5 xentimét (12,0 in) được bố trí trên năm tháp pháo nòng đôi, và đạt được tốc độ tối đa 23,4 hải lý trên giờ (43,3 km/h; 26,9 mph). Kaiser được phân về Hải đội Chiến trận 3 của Hạm đội Biển khơi Đức trong hầu hết thời gian của Thế Chiến I.
Vào năm 1913, Kaiser cùng với chiếc tàu chị em König Albert thực hiện chuyến đi đến Nam Mỹ và Nam Phi. Con tàu đã tham gia hầu hết các hoạt động lớn của hạm đội trong chiến tranh; đã chiến đấu trong trận Jutland vào ngày 31 tháng 5 - 1 tháng 6 năm 1916, nơi nó bị bắn trúng hai phát đạn pháo và bị hư hại không đáng kể. Nó cũng hiện diện trong Chiến dịch Albion tại biển Baltic vào tháng 9 và tháng 10 năm 1917, và trong Trận Heligoland Bight thứ hai vào tháng 11 năm 1917.
Trong quá trình thương lượng hòa bình sau khi cuộc xung đột kết thúc vào năm 1918, nó bị lưu giữ cùng với các con tàu khác của hầu hết Hạm đội Biển khơi tại căn cứ Hải quân Anh ở Scapa Flow. Vào ngày 21 tháng 6 năm 1919, tư lệnh của hạm đội bị cầm giữ, Chuẩn Đô đốc Ludwig von Reuter, ra lệnh đánh đắm hạm đội nhằm đảm bảo người Anh không thể chiếm các con tàu. Xác tàu đắm của Kaiser cuối cùng được cho trục vớt lên vào năm 1929 và được tháo dỡ tại Rosyth vào năm 1930.

## Thiết kế và chế tạo

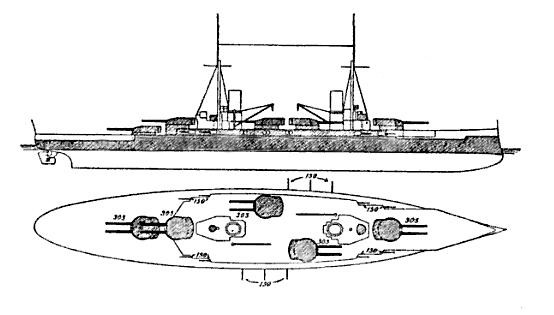
Sơ đồ mô tả lớp Kaiser, vùng màu xám là khu vực của con tàu được bảo vệ bằng vỏ giáp

Được đặt hàng dưới cái tên trong hợp đồng Ersatz Hildebrand như là sự thay thế cho chiếc hải phòng hạm Hildebrand đã lạc hậu, Kaiser được đặt lườn tại Xưởng tàu Đế chế ở Kiel vào tháng 9 năm 1909. Thân tàu được hoàn thành vào ngày 22 tháng 3 năm 1911, khi nó được hạ thủy. Trong buổi lễ hạ thủy, Thủ tướng Đức Theobald von Bethmann-Hollweg đã phát biểu và Hoàng hậu Augusta Victoria đã đỡ đầu cho con tàu. Công việc trang bị cho nó được hoàn tất vào tháng 7 năm 1912, và đến ngày 1 tháng tám con tàu được đưa ra chạy thử máy ngoài biển, kết thúc vào ngày 7 tháng 12; ngày hôm sau Kaiser gia nhập hạm đội như là soái hạm của Đội 5. Thủy thủ đoàn của nó hầu hết là những người được thuyên chuyển từ các thiết giáp hạm cũ Elsass và Braunschweig vừa mới được cho ngừng hoạt động.
Con tàu có chiều dài chung 172,4 m (566 ft) và trọng lượng choán nước tối đa 27.000 tấn (27.000 tấn Anh; 30.000 tấn Mỹ); mạn thuyền rộng 29 m (95 ft), độ sâu của mớn nước trước mũi là 9,1 m (30 ft) và sau đuôi là 8,8 m (29 ft). Kaiser được dẫn động bởi ba bộ turbine Parsons, được cung cấp hơi nước từ 16 nồi hơi đốt than. Hệ thống động lực này cung cấp một tốc độ tối đa 23,4 hải lý trên giờ (43,3 km/h; 26,9 mph). Nó mang theo 3.600 tấn (3.500 tấn Anh; 4.000 tấn Mỹ)than, cho phép có được tầm hoạt động tối đa 7.900 hải lý (14.600 km; 9.100 mi) ở tốc độ đường trường 12 kn (22 km/h; 14 mph).
Kaiser trang bị dàn pháo chính gồm mười khẩu pháo SK 30,5 cm (12,0 in) L/50 đặt trên năm tháp pháo nòng đôi. Con tàu từ bỏ cách sắp xếp dàn pháo chính hình lục giác không hiệu quả trên các lớp thiết giáp hạm Đức trước đây; thay vào đó, ba trong số năm tháp pháo được bố trí trên trục giữa con tàu, với hai chiếc sắp xếp bắn thượng tầng phía đuôi. Hai tháp pháo còn lại được đặt lệch hình thang giữa tàu, có thể bắn qua mạn. Con tàu còn được trang bị mười bốn khẩu pháo SK 15 cm (5,9 in) L/45 trong các tháp pháo ụ giữa tàu, tám khẩu 8,8 cm (3,5 in) SK L/45 trong các tháp pháo ụ và bốn khẩu 8,8 cm L/45 phòng không. Ngoài ra còn có năm ống phóng ngư lôi 50 cm (20 in), tất cả đều được bố trí trong lườn tàu.

## Lịch sử hoạt động

### Trước chiến tranh
Sau khi tham gia hoạt động thường trực cùng hạm đội vào tháng 12 năm 1912, Kaiser đặt căn cứ tại Kiel, tiến hành các hoạt động huấn luyện riêng lẻ. Đến tháng 2 năm 1913, Kaiser cùng với con tàu chị em Friedrich der Grosse được chuyển đến Wilhelmshaven, rồi tiến hành nhiều cuộc thực tập huấn luyện cùng với phần còn lại của Hạm đội Biển khơi Đức. Chúng bao gồm các cuộc cơ động tại biển Bắc trong tháng 3 và tháng 4, thực hành tác xạ tại biển Baltic vào cuối háng 4, cùng các cuộc cơ động hạm đội vào tháng 5. Trong tháng 6, Kaiser tham gia cuộc đua Tuần lễ Kiel; Kaiser Wilhelm II và Vua Ý Victor Emmanuel III đã thị sát con tàu. Chuyến đi mùa Hè hàng năm đến Na Uy được thực hiện vào tháng 7 và tháng 8, được tiếp nối ngay lập tức bằng các cuộc cơ động mùa thu trong tháng 8 và tháng 9.
Kaiser được chọn để tham gia một chuyến đi đường trường nhằm thử nghiệm độ tin cậy của hệ thống động lực turbine mới. Nó cùng với tàu chị em König Albert và tàu tuần dương hạng nhẹ Strassburg được đưa vào một "Phân đội đặc biệt", rời Đức vào ngày 9 tháng 12 năm 1913, đi qua các thuộc địa Đức tại Tây Phi. Các con tàu đã ghé thăm Lomé ở Togoland, Douala và Victoria tại Kamerun và Swakopmund tại Tây Nam Phi thuộc Đức. Từ châu Phi, các con tàu đi đến Saint Helena rồi đến Rio de Janeiro, đến nơi vào ngày 15 tháng 2 năm 1914. Strassburg được cho tách ra viếng thăm Buenos Aires, Argentina trước khi quay lại gặp hai chiếc thiết giáp hạm tại Montevideo, Uruguay. Các con tàu đi vòng quanh mũi Horn rồi đi lên phía Bắc hướng đến Valparaíso, Chile, đến nơi vào ngày 2 tháng 4 và ở lại hơn một tuần.
Ngày 11 tháng 4, các con tàu rời Valparaiso cho chặng đường dài quay trở về Đức. Trong chuyến quay trở về, chúng đã ghé thăm thêm nhiều cảng, bao gồm Bahía Blanca tại Argentina, trước khi quay lại Rio de Janeiro. Ngày 16 tháng 5, các con tàu rời Rio de Janeiro cho chặng vượt Đại Tây Dương, ghé qua mũi Verde, Madeira và Vigo, Tây Ban Nha trên đường quay trở về Đức. Kaiser, König Albert và Strassburg về đến Kiel vào ngày 17 tháng 6 năm 1914; các con tàu đã di chuyển khoảng 20.000 hải lý (37.000 km; 23.000 mi) trong suốt chuyến đi. Một tuần sau, vào ngày 24 tháng 6, Phân đội đặc biệt được giải tán và Kaiser quay trở về Hải đội 3. Sau đó Kaiser tham gia các cuộc thực tập hải đội trong tháng 7. Nó tham gia cùng Hạm đội Biển khơi trong chuyến đi mùa Hè hàng năm đến Na Uy vào tháng 7 năm 1914, khoảng hai tuần sau vụ Vụ ám sát thái tử Áo-Hung tại Sarajevo; nhưng do sự căng thẳng trong quan hệ quốc tế ngày càng leo thang, chuyến đi được cắt ngắn và Hạm đội Đức quay trở về Wilhelmshaven vào ngày 29 tháng 7. Đến nữa đêm 4 tháng 8, Anh Quốc tuyên chiến với Đức.

### Mở màn Chiến tranh Thế giới thứ nhất

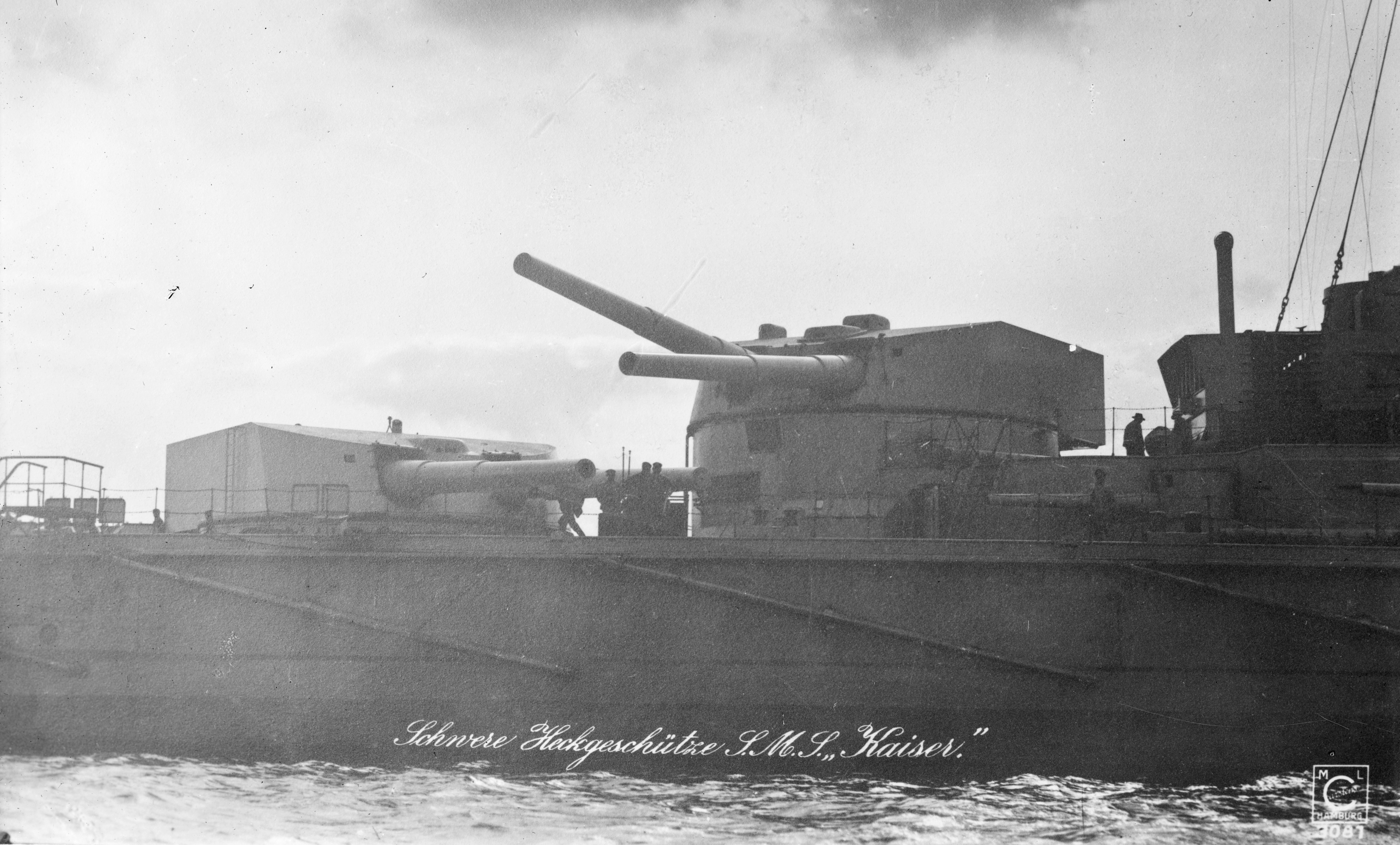
Các tháp pháo bắn thượng tầng phía sau của Kaiser

Hạm đội Biển khơi, bao gồm Kaiser, thực hiện một số cuộc càn quét và xuất quân vào biển Bắc. Lượt đầu tiên diễn ra vào ngày 2-3 tháng 11 năm 1914, cho dù không bắt gặp lực lượng Anh nào. Đô đốc Friedrich von Ingenohl, Tư lệnh Hạm đội Biển khơi, áp dụng một chiến lược trong đó các tàu chiến-tuần dương thuộc Đội Tuần tiễu 1 dưới quyền Chuẩn Đô đốc Franz von Hipper sẽ bắn phá các thị trấn dọc theo bờ biển Anh nhằm thu hút một phần lực lượng của Hạm đội Grand Anh Quốc ra xa, nơi chúng sẽ bị Hạm đội Biển khơi tiêu diệt. Cuộc bắn phá Scarborough, Hartlepool và Whitby vào ngày 15-16 tháng 12 là hoạt động đầu tiên như thế. Vào chiều tối ngày 15 tháng 12, hạm đội chiến trận Đức với khoảng 12 thiết giáp hạm dreadnought, trong đó có Kaiser và bốn tàu chị em với nó, cùng 8 thiết giáp hạm tiền-dreadnought, đã tiếp cận ở khoảng cách 10 nmi (19 km; 12 mi) với một hải đội Anh biệt lập bao gồm sáu thiết giáp hạm. Tuy nhiên, các cuộc đụng độ lẻ tẻ giữa lực lượng tàu khu trục hộ tống của hai bên trong bóng tối đã khiến Đô đốc von Ingenohl tin rằng ông đang phải đối đầu với toàn bộ Hạm đội Grand. Tuân theo chỉ thị của Kaiser Wilhelm II tránh không được mạo hiểm 
hạm đội một cách không cần thiết, von Ingenohl ra lệnh tách ra khỏi trận chiến và quay mũi hạm đội đội chiến trận trở về Đức.
Sau khi chiếc Blücher bị mất trong Trận Dogger Bank vào tháng 1 năm 1915, Kaiser cách chức Đô đốc von Ingenohl vào ngày 2 tháng 2, được Đô đốc Hugo von Pohl thay thế trong vai trò tư lệnh hạm đội. Von Pohl tiến hành một loạt các cuộc tiến quân hạm đội trong năm 1915 có sự tham gia của Kaiser; chuyến đầu tiên là vào ngày 29-30 tháng 3, khi hạm đội tiến lên phía Bắc Terschelling và quay về mà không gặp sự cố gì. Một cuộc xuất quân khác được tiếp nối vào ngày 17-18 tháng 4, khi Kaiser và phần còn lại của hạm đội hỗ trợ cho một hoạt động rải mìn của Đội Tuần tiễu 2. Ba ngày sau, vào ngày 21-22 tháng 4, Hạm đội Biển khơi tiến về hướng Dogger Bank, nhưng đã không bắt gặp lực lượng Anh nào. Kaiser vào ụ tàu ở Kiel cho một đợt đại tu theo định kỳ vào lúc diễn ra hoạt động ngày 17-18 tháng 5, nhưng nó đã quay trở lại hoạt động trong đợt xuất quân của hạm đội vào ngày 29-30 tháng 5, khi lực lượng tiến đến tận Schiermonnikoog trước khi bị buộc phải quay trở về do thời tiết khắc nghiệt. Vào ngày 10 tháng 8, hạm đội di chuyển đến phía Bắc Helgoland hỗ trợ cho chuyến quay về của chiếc tàu tuần dương phụ trợ Meteor. Một tháng sau, vào ngày 11-12 tháng 9, hạm đội hỗ trợ cho một hoạt động rải mìn khác ngoài khơi Swarte Bank. Hoạt động cuối cùng trong năm là vào ngày 23-24 tháng 10, khi hạm đội xuất quân về hướng Horns Reef mà không gặp sự kiện gì.
Ngày 12 tháng 1 năm 1916, Đô đốc Reinhard Scheer thay thế cho von Pohl trong nhiệm vụ tư lệnh hạm đội. Kaiser đã hiện diện trong cuộc tiến quân hạm đội vào ngày 5-7 tháng 3, nhưng một lần nữa nó kết thúc mà không mang lại kết quả. Đang khi ở trong cảng Kiel, chiếc thiết giáp hạm tiền-dreadnought cũ Hannover vô tình va chạm với Kaiser, cho dù cả hai không bị thiệt hại gì đáng kể. Đô đốc Scheer tiếp tục một loạt các chiến dịch mà các vị tiền nhiệm đã thực hiện, tiến quân vào biển Bắc trong các ngày 26 tháng 3, 2-3 tháng 4 và 21-22 tháng 4. Các tàu chiến-tuần dương tiến hành đợt bắn phá Yarmouth và Lowestoft vào ngày 24-25 tháng 4, trong khi Kaiser và phần còn lại của hạm đội sẵn sàng hỗ trợ từ xa. Đô đốc Scheer vạch kế hoạch cho một đợt bắn phá khác vào giữa tháng 5, nhưng việc chiếc tàu chiến-tuần dương Seydlitz bị hư hại do trúng phải thủy lôi trong đợt bắn phá trước đó và phải sửa chữa đã buộc chiến dịch này phải được hoãn lại đến cuối tháng đó.

### Trận Jutland

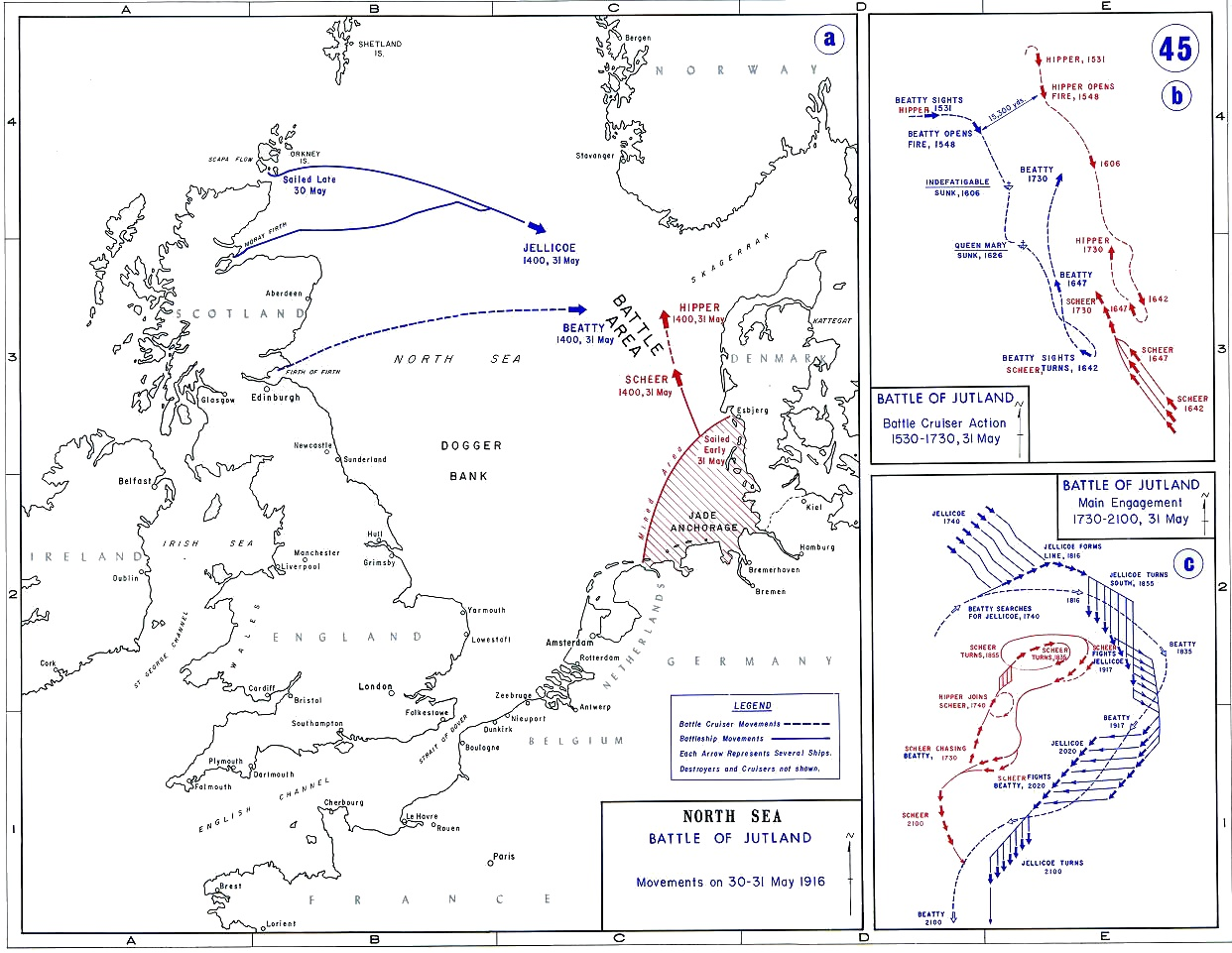
Bản đồ trình bày sự cơ động của hạm đội Anh (xanh) và Đức (đỏ) trong ngày 31 tháng 5–1 tháng 6 năm 1916.

Hầu như ngay sau cuộc bắn phá Lowestoft, Đô đốc Reinhard Scheer bắt đầu vạch kế hoạch cho một chiến dịch khác tiến ra biển Bắc. Ông thoạt tiên dự định tung ra chiến dịch vào giữa tháng 5, thời điểm mà hư hại của Seydlitz do thủy lôi được dự kiến sẽ được sửa chữa xong; Scheer không sẵn lòng tham gia một trận chiến quan trọng mà không có được toàn bộ sức mạnh của lực lượng tàu chiến-tuần dương. Tuy nhiên vào ngày 9 tháng 5, nhiều thiết giáp hạm gặp phải những vấn đề về động cơ, khiến hoạt động phải được lùi lại thêm cho đến ngày 23 tháng 5. Không may là cho đến ngày 22 tháng 5, Seydlitz vẫn chưa được sửa chữa hoàn chỉnh, và chiến dịch một lần nữa lại phải trì hoãn cho đến ngày 29 tháng 5. Giữa trưa ngày 29 tháng 5, công việc sửa chữa Seydlitz cuối cùng cũng hoàn tất, và con tàu quay trở lại hoạt động cùng Đội Tuần tiễu 1. Kế hoạch trù định các tàu chiến-tuần dương của Hipper sẽ đi lên phía Bắc đến Skagerrak, với ý định thu hút một phần hạm đội Anh để chúng bị các thiết giáp hạm đang chờ đợi của Scheer tiêu diệt.
Kaiser và phần còn lại của Hải đội Chiến trận 3 là đơn vị dẫn đầu của Hạm đội Biển khơi; bốn chiếc thuộc König dẫn trước đội hình. Kaiser, soái hạm của Chuẩn Đô đốc H. Nordmann, đi ngay phía sau bốn chiếc lớp König. Hải đội Chiến trận 1 bao gồm tám thiết giáp hạm thuộc các lớp Helgoland và Nassau đi theo sau Hải đội 3; và sáu thiết giáp hạm-tiền dreadnought cũ thuộc Hải đội Chiến trận 2 đi bọc hậu. Năm tàu chiến-tuần dương của Đô đốc Hipper rời Jadebusen lúc 02 giờ 00 (CET), ngày 31 tháng 5; Đô đốc Scheer cùng với Hạm đội Biển khơi tiếp nối một giờ rưỡi sau đó.
Không lâu trước 16 giờ 00, các tàu chiến-tuần dương của Đội Tuần tiễu 1 của Đức đụng độ với Hải đội Tàu chiến-Tuần dương 1 Anh Quốc dưới quyền chỉ huy của Đô đốc David Beatty. Các con tàu chiến đối địch bắt đầu cuộc đấu pháo tay đôi, vốn đã đưa đến việc phá hủy chiếc Indefatigable không lâu sau 17 giờ 00, rồi đến lượt chiếc Queen Mary không đầy nữa giờ sau đó. Vào lúc này, các tàu chiến-tuần dương Đức di chuyển về phía Nam để lôi kéo các tàu chiến Anh về phía lực lượng chủ lực của Hạm đội Biển khơi. Đến 17 giờ 30 phút, thủy thủ trên chiếc König dẫn đầu nhìn thấy cả Đội Tuần tiễu 1 của Đức bên mạn phải lẫn Hải đội Tàu chiến-tuần dương 1 của Anh bên mạn trái. Đến 17 giờ 45 phút, Scheer ra lệnh bẻ lái 2 point (22,5°) sang mạn trái để đưa các con tàu của ông đến gần hơn các tàu chiến-tuần dương Anh, và một phút sau đó, lúc 17 giờ 46 phút, lệnh khai hỏa được đưa ra.
Từ 17 giờ 48 phút đến 17 giờ 52 phút, Kaiser, Kronprinz, Friedrich der Grossecùng tất cả tám thiết giáp hạm của Hải đội Chiến trận 1 đã nổ súng vào nhiều tàu chiến thuộc Hải đội Tuần dương nhẹ 2 của Anh; Kaiser, Ostfriesland và Nassau đã đối đầu với tàu tuần dương Anh Southampton, nhưng chỉ có Nassau xoay xở bắn trúng được một phát vào đối thủ. Trong vòng tám phút, Kaiser đã bắn đến mười một loạt đạn pháo nhắm vào Southampton mà không thành công. Hải đội Tuần dương nhẹ 2 sau đó rút ra khỏi tầm bắn, hầu như thoát được mà không bị hư hại. Đến 17 giờ 58 phút, Đô đốc Scheer ra lệnh cho hạm đội mở tốc độ tối đa; nhưng tốc độ nhanh hơn của lớp König đã khiến khoảng cách giữa chúng và những chiếc thuộc lớp Kaiser gia tăng nhanh chóng. Đến 18 giờ 05 phút, một lần nữa Southampton lại lọt trong tầm bắn, và Kaiser nổ súng; nó bắn bốn loạt đạn pháo ở khoảng cách 12.000 m (13.000 yd), mặc dù vẫn không mang lại kết quả nào. Sau khi nả pháo trong ba phút, Kaiser ngừng bắn.
Bắt đầu từ 18 giờ 10 phút, Kaiser bắt đầu bắn pháo vào thiết giáp hạm Malaya thuộc Hải đội Chiến trận 5; trong vòng 25 phút đã bắn 27 loạt đạn pháo ở khoảng cách trung bình 17.300 m (18.900 yd). Các tàu khu trục Anh Nestor và Nomad, vốn bị đánh hỏng trước đó trong cuộc giao chiến, nằm ngay trên hướng tiến của Hạm đội Biển khơi. Không lâu trước 18 giờ 30 phút, Kaiser cùng ba tàu chị em với nó nổ súng nhắm vào Nomad bằng dàn pháo hạng hai của chúng. Loạt pháo 15 cm khiến chiếc tàu khu trục bốc cháy, và khi một phát đạn pháo bắn trúng kích nổ hầm đạn phía trước, Nomad nhanh chóng chìm với đuôi chìm trước lúc 18 giờ 30 phút. Cùng lúc đó Nestor bị phá hủy bởi các thiết giáp hạm của Hải đội 1.
Không lâu trước 19 giờ 00, tàu tuần dương Đức Wiesbaden bị đánh hỏng bởi một quả đạn pháo từ chiếc tàu chiến-tuần dương Anh Invincible; Chuẩn Đô đốc Behncke trên chiếc König tìm cách cơ động Hải đội Chiến trận 3 để bảo vệ cho chiếc tàu tuần dương bị bắn trúng. Nhưng cùng lúc đó, các hải đội tuần dương nhẹ 3 và 4 của Anh bắt đầu một cuộc tấn công bằng ngư lôi vào hàng chiến trận Đức; trong khi tiến đến đủ khoảng cách để phóng ngư lôi, chúng tấn công Wiesbaden bằng hỏa lực của dàn pháo chính. Tám thiết giáp hạm thuộc Hải đội 3 nhắm vào các tàu tuần dương Anh, nhưng việc chịu đựng hỏa lực pháo hạng nặng của thiết giáp hạm đối phương không đủ để đánh đuổi các tàu tuần dương Anh. Các tàu tuần dương bọc thép Defence, Warrior và Black Prince tham gia vào cuộc tấn công nhằm kết liễu Wiesbaden đã bị hư hại. Từ 19 giờ 14 phút đến 19 giờ 17 phút, Kaiser cùng nhiều thiết giáp hạm và tàu chiến-tuần dương khác nổ súng vào Defence và Warrior. Defence bị bắn trúng nhiều phát đạn pháo hạng nặng từ các thiết giáp hạm dreadnought Đức; một loạt đạn pháo đã xuyên thủng hầm đạn của con tàu, và một vụ nổ lớn đã phá hủy chiếc tàu tuần dương.
Trong khi Warrior cố lếch về phía Tây, những thiết giáp hạm lớp Queen Elizabeth thuộc Hải đội Chiến trận 5 tham gia cùng Hạm đội Grand khi chúng bắt đầu tham chiến từ hướng Bắc. Tuy nhiên, Warspite bị buộc phải tách ra khỏi hàng về phía Nam, về hướng hạm đội Đức đang đến gần. Warspite phải chịu đựng một màn hỏa lực ác liệt từ các thiết giáp hạm Đức; Kaiser bắn trúng một phát đạn pháo vào Warspite làm hỏng bánh lái của nó, khiến nó mất kiểm soát và di chuyển theo vòng tròn. Sau khi đi hết trọn hai vòng tròn và chịu đựng 13 quả đạn pháo hạng nặng bắn trúng, Warspite cuối cùng cũng kiểm soát được bánh lái và gia nhập trở lại hàng ngũ của hải đội. Tuy nhiên, đến 20 giờ 00, bánh lái của nó lại bị hỏng, nên con tàu bị buộc phải rút lui khỏi trận chiến.

Thiết giáp hạm Kaiser

Đến 20 giờ 15 phút, Hạm đội Đức lại phải đối mặt với Hạm đội Grand lần thứ hai, bị buộc phải quay mũi tránh xa; vì vậy, thứ tự của hàng chiến trận Đức bị đảo lộn. Kaiser giờ đây là chiếc thứ năm tính từ cuối hàng, chỉ dẫn trước bốn chiếc thiết giáp hạm lớp König. Kaiser bị bắn trúng liên tiếp hai quả đạn pháo hạng nặng từ hàng chiến trận Anh; quả thứ nhất lúc 20 giờ 23 phút và quả thứ hai tiếp nối ba phút sau đó. Hai quả đạn pháo 30 cm (12 in) này xuất phát từ chiếc Agincourt, cả hai đều là đạn phá thông thường. Một quả xuyên qua sàn trên và mắc lại tại một ngăn chứa võng bên dưới tháp pháo ụ 15 cm số 7; nó bị tịt ngòi và vỡ ra khi va chạm, tuy nhiên nó cũng gây ra một đám cháy nhỏ vốn được dập tắt nhanh chóng. Quả đạn kia dường như phát nổ bên ngoài con tàu.
Không lâu trước 21 giờ 30 phút, Kaiser, Prinzregent Luitpold và Markgraf phát hiện lực lượng hạng nhẹ Anh đang đến gần. Các tàu chiến Đức khai hỏa ở cự ly khoảng 7.300 m (8.000 yd) bằng cả dàn pháo chính và pháo hạng hai. Tàu tuần dương hạng nhẹ Calliope bị hư hại nặng, buộc lực lượng Anh phải rút lui. Đến khoảng 23 giờ 30 phút, hạm đội Đức sắp xếp lại thành đội hình di chuyển ban đêm; Kaiser là chiếc thứ mười hai, ở giữa đội hình hàng chiến trận gồm tổng cộng 24 chiếc.
Sau một loạt các cuộc đụng độ ban đêm giữa những thiết giáp hạm dẫn đầu và các tàu khu trục Anh, Hạm đội Biển khơi Đức xuyên qua được các lực lượng hạng nhẹ Anh và về đến Horns Reef lúc 04 giờ 00 ngày 1 tháng 6. Hạm đội Đức đến được Wilhelmshaven vài giờ sau đó; nơi các thiết giáp hạm thuộc Hải đội 1 chiếm lấy các vị trí phòng thủ bên ngoài vũng biển, và Kaiser, Kaiserin, Prinzregent Luitpold cùng Kronprinz trực chiến bên ngoài các lối ra vào Wilhelmshaven. Các thiết giáp hạm và tàu chiến-tuần dương còn lại đi vào cảng Wilhelmshaven, nơi những chiếc còn có khả năng chiến đấu được tiếp than và tiếp đạn dược. Hai quả đạn pháo bắn trúng Kaiser hầu như không có hiệu quả, chỉ đưa đến một thành viên thủy thủ đoàn bị thương.

### Các hoạt động tiếp theo
Ngày 18 tháng 8, Đô đốc Scheer dự định lặp lại hoạt động như vào ngày 31 tháng 5; hai chiếc tàu chiến-tuần dương còn hoạt động được của Đức Moltke và Von der Tann, được hỗ trợ bởi ba thiết giáp hạm dreadnought, sẽ bắn phá thị trấn ven biển Sunderland nhằm lôi kéo và tiêu diệt các tàu chiến-tuần dương của Beatty. Phần còn lại của hạm đội, bao gồm Thüringen, sẽ theo sau bảo vệ. Phía Anh đã biết được kế hoạch của Đức và đã cho toàn bộ Hạm đội Grand xuất trận để đối đầu. Đến 14 giờ 35 phút, Scheer được cảnh báo về sự xuất hiện của Hạm đội Grand, và vì không muốn đối đầu với toàn bộ Hạm đội Grand chỉ mười một tuần sau khi trận Jutland kết thúc, nên đã quay mũi lực lượng của mình rút lui trở về các cảng Đức.
Một cuộc tiến quân hạm đội khác được tiếp nối vào ngày 8-20 tháng 10, nhưng nó kết thúc mà không bắt gặp đơn vị Anh nào. Hai tuần sau, vào ngày 4 tháng 11, Kaiser tham gia một cuộc viễn chinh đến bờ biển phía Tây Đan Mạch để hỗ trợ cho hai chiếc tàu ngầm U-boat U-20 và U-30 bị mắc cạn tại đây. Đến ngày 1 tháng 12, Hạm đội Biển khơi được tái tổ chức; Kaiser cùng các tàu chị em được chuyển sang Hải đội Chiến trận 4 vừa mới được thành lập, và nó đảm trách vai trò soái hạm. Sang năm 1917, chính sách chiến tranh tàu ngầm không hạn chế được áp dụng; vì thế các đơn vị tàu nổi của Hải quân Đức được giao nhiệm vụ bảo vệ cho các chuyến khởi hành và quay trở về của tàu ngầm U-boat. Kết quả là Kaiser trải qua hầu hết thời gian trong năm làm nhiệm vụ canh phòng tại German Bight. Đến tháng 5 năm 1917, nó vào ụ tàu để bảo trì định kỳ.

### Chiến dịch Albion

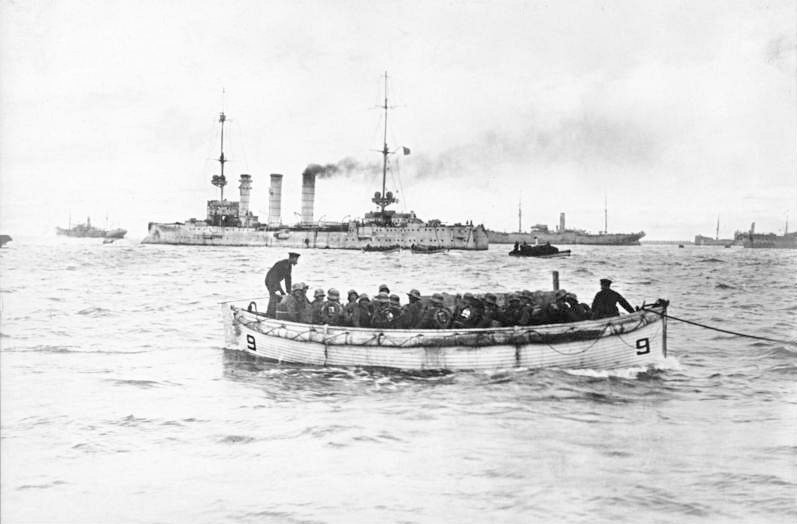
Lực lượng Đức đổ bộ tại Ösel

Vào đầu tháng 9 năm 1917, sau khi Đức chiếm được cảng Riga của Nga, Hải quân Đức quyết định xóa sổ lực lượng Hải quân Nga vốn còn đang trụ lại vịnh Riga. Nhằm mục đích này, Bộ Tổng Tư lệnh Hải quân (Admiralstab) vạch ra một chiến dịch nhằm chiếm đảo Saaremaa, đặc biệt nhắm vào các khẩu đội pháo Nga trên bán đảo Sworbe. Ngày 18 tháng 9, mệnh lệnh được đưa ra cho một chiến dịch phối hợp Lục-Hải quân nhằm chiếm các đảo Ösel và Moon; lực lượng hải quân tham gia chiến dịch đưa đưa về Đơn vị Đặc biệt, bao gồm soái hạm Moltke cùng với Hải đội Chiến trận 4 của Hạm đội Biển khơi, gồm có Đội 5 bao gồm bốn chiếc lớp König, lúc này được bổ sung chiếc thiết giáp hạm mới Bayern, và Đội 6 bao gồm năm chiếc lớp Kaiser. Cùng với chín tàu tuần dương hạng nhẹ, ba chi hạm đội tàu phóng ngư lôi cùng nhiều tàu rải mìn và tàu quét mìn, toàn bộ lực lượng bao gồm khoảng 300 tàu chiến, được sự hỗ trợ của trên 100 máy bay và sáu khí cầu zeppelin. Lực lượng tấn công gồm khoảng 24.600 sĩ quan và binh sĩ. Đối đầu với lực lượng Đức là các thiết giáp hạm tiền-dreadnought cũ của Nga Slava và Tsarevitch, các tàu tuần dương bọc thép Bayan, Admiral Makarov và Diana, 26 tàu khu trục, nhiều tàu phóng lôi và pháo hạm, cùng một lực lượng đồn trú tại Ösel với khoảng 14.000 người cùng các khẩu đội pháo phòng thủ duyên hải.
Ngày 24 tháng 9, Kaiser rời Kiel hướng đến Putziger Wiek, nơi nó gặp gỡ nhiều thiết giáp hạm khác. Từ đây, con tàu khởi hành đi Liepāja, đến nơi vào ngày 10 tháng 10. Hai ngày sau, vào sáng sớm ngày 12 tháng 10, Kaiser cùng với các tàu chị em Kaiserin và Prinzregent Luitpold khai hỏa nhắm vào các khẩu đội pháo bờ biển Nga tại mũi Hundsort. Sang ngày 14 tháng 10, Kaiser đối đầu với tàu khu trục Nga Grom, đánh hỏng động cơ của nó với một phát trúng đích. Grom bị chiếm và được kéo đi nhưng nó nhanh chóng bị chìm. Sau đó Kaiser bắn phá các vị trí của Nga tại mũi Toffri vào ngày 16 tháng 10 năm.
Đến ngày 20 tháng 10, cuộc chiến trên các hòn đảo đến hồi kết thúc; Moon, Ösel và Dagö lọt về tay quân Đức. Vào ngày hôm trước, Bộ Tổng Tư lệnh Hải quân Đức ra lệnh ngừng các hoạt động hải quân và rút các thiết giáp hạm trở về Hạm đội Biển khơi càng nhanh càng tốt. Ngày 31 tháng 10, Kaiser cùng phần còn lại của Đơn vị Đặc biệt được cho tách ra và gửi trở về Kiel, đến nơi vào ngày 2 tháng 11. Kaiser quay trở lại biển Bắc vào ngày 7 tháng 11.

### Các hoạt động sau cùng
Kaiser và Kaiserin đảm nhiệm vai trò canh gác tại Helgoland Bight vào ngày 17 tháng 11; chúng được phân nhiệm vụ hỗ trợ cho Đội tuần tiễu 2 cùng nhiều tàu quét mìn, khi các lực lượng này bị hai tàu tuần dương hạng nhẹ Anh Calypso và Caledon tấn công. Kaiser và chiếc tàu chị em đã can thiệp, bắn trúng một tàu tuần dương đối phương, đồng thời giao chiến trong một lúc ngắn với tàu chiến-tuần dương Repulse, nhưng cả hai phía đều không ghi được phát bắn trúng nào. Tuy nhiên, phía Đức đã không thể tiếp tục cuộc tấn công.
Vào ngày 2 tháng 2 năm 1918, tàu tuần dương hạng nhẹ Stralsund trúng phải thủy lôi, và Kaiser nằm trong số các con tàu khởi hành để hộ tống chiếc tàu tuần dương bị hư hại quay trở về cảng. Nó cũng hiện diện trong đợt tiến quân hạm đội vào ngày 23-24 tháng 4. Chiến dịch này là nhằm đánh chặn một đoàn tàu vận tải Anh được hộ tống mạnh mẽ đi đến Na Uy từ ngày 23 đến ngày 25 tháng 4, cho dù hoạt động này bị hủy bỏ khi chiếc tàu chiến-tuần dương Moltke gặp phải trục trặc cơ khí.
Kaiser được dự định để tham gia hoạt động cuối cùng của hạm đội vào cuối tháng 10 năm 1918, nhiều ngày trước khi Hiệp định Đình chiến với Đức có hiệu lực. Phần lớn Hạm đội Biển khơi sẽ xuất phát từ căn cứ của chúng ở Wilhelmshaven để đối đầu với Hạm đội Grand của Anh; Reinhard Scheer, lúc này là Đại Đô đốc (Großadmiral) của Hạm đội, dự định gây tổn thất cho Hải quân Anh càng nhiều càng tốt nhằm duy trì một vị thế mặc cả tốt cho việc thương lượng hòa bình của Đức bất chấp tổn thất có thể phải chịu đựng. Tuy nhiên, nhiều người trong số những thủy thủ đã mệt mỏi vì chiến tranh cảm thấy chiến dịch này sẽ ngăn trở tiến trình hòa bình và kéo dài thời hạn chiến tranh. Sáng ngày 29 tháng 10 năm 1918, mệnh lệnh được đưa ra để chuẩn bị khởi hành từ Wilhelmshaven để tập trung lực lượng tại Jade Estuary vào ngày hôm sau. Bắt đầu từ đêm 29 tháng 10, thủy thủ trên chiếc Thüringen, và sau đó trên nhiều thiết giáp hạm khác, làm binh biến. Sự bất ổn cuối cùng đã buộc Hipper và Scheer phải hủy bỏ chiến dịch.

### Số phận

Bản đồ vị trí các con tàu bị đánh đắm tại Scapa Flow. Kaiser được đánh dấu với số 18

Sau khi Đức đầu hàng vào tháng 11 năm 1918, hầu hết tàu chiến của Hạm đội Biển khơi, kể cả Kaiser, bị lưu giữ tại căn cứ hải quân Anh tại Scapa Flow, dưới quyền chỉ huy của Chuẩn Đô đốc Ludwig von Reuter. Trước khi Hạm đội Đức khởi hành, Đô đốc Adolf von Trotha khẳng định lại với von Reuter chỉ thị không được để cho phe Đồng Minh chiếm các con tàu trong bất kỳ tình huống nào. Hạm đội đã gặp gỡ tàu tuần dương hạng nhẹ Anh Cardiff, vốn đã dẫn đầu các con tàu Đức đi đến điểm gặp gỡ hạm đội Đồng Minh, một lực lượng khổng lồ bao gồm 370 tàu chiến của Anh, Mỹ và Pháp, vốn sẽ hộ tống hạm đội Đức đến Scapa Flow. Khi bị lưu giữ trong suốt thời gian diễn ra các cuộc đàm phán hòa bình, mà sau này cuối cùng sẽ dẫn đến Hòa ước Versailles, các khẩu pháo của chúng bị bất hoạt bằng cách tháo bỏ khóa nòng, và con tàu được bảo trì bởi một thủy thủ đoàn gồm số lượng sĩ quan và thủy thủ tối thiểu.
Một bản in của báo The Times cung cấp thông tin cho von Reuter rằng Thỏa thuận Ngừng bắn sẽ hết hiệu lực vào giữa trưa ngày 21 tháng 6 năm 1919, thời hạn cuối cùng mà Đức phải ký vào Hiệp định hòa bình. Đô đốc Von Reuter đưa đến kết luận người Anh sẽ tìm cách chiếm hữu các con tàu Đức sau khi Thỏa thuận Ngừng bắn hết hiệu lực. Không biết rằng thời hạn của thỏa thuận đã được triển hạn đến ngày 23 tháng 6, ông quyết định đánh đắm các con tàu của mình vào cơ hội thuận tiện đầu tiên có được. Sáng ngày 21 tháng 6, Hạm đội Anh rời Scapa Flow tiến hành thực tập huấn luyện; và đến 11 giờ 20 phút Reuter truyền mệnh lệnh này đến các con tàu của mình. Kaiser bị chìm lúc 13 giờ 24 phút; nó được cho trục vớt vào năm 1929, rồi được tháo dỡ tại Rosyth một năm sau đó.